# Casa del Molino
La casa del Molino o casa de las Señoricas es la casa más antigua de la localidad española de Monachil, Granada. Pertenecía a la familia Aragón y en la actualidad es propiedad del ayuntamiento de Monachil que la ha convertido en museo y sala de exposiciones y sus jardines en un parque público.

## Descripción
Se trata de dos casas, la más antigua y pequeña, fue hecha, según dice la escritura, en 1450 y fue reconstruida después por Alonso de Venegas y su esposa Brianda, matrimonio de conversos que hasta la expulsión tras la Rebelión de las Alpujarras, debieron ser personajes notables en esta localidad.
La casa se organiza alrededor de un patio interior de planta cuadrada, con columnas y zapatas de madera en sus cuatro ángulos, que forman un corredor abierto abajo y cubierto arriba. A cada costado había una crujía, de la que falta la de la derecha que se destruyó para construir la casa grande; tenía un molino de aceite abajo y la vivienda arriba.
Esta familia de Venegas-Granada debió contribuir mucho a la construcción de la iglesia puesto que su escudo estaba en el retablo mayor; un hijo de este matrimonio estuvo en México y parece que trajo de allí a una hija de Moctezuma.
Hacia 1870 otro descendiente, José Pedro-Valiente, hizo la casa grande a la derecha de la del molino, y parece que la familia mejoró mucho porque Carlos III le concedió a José Pedro de Mayorazgo de las tierras y “todas las laderas de la Sierra, con la obligación de plantarlas de arboles que impidiesen el arenamiento de las vegas de Cájar, La Zubia y Huétor, y para que hubiese madera para la construcción de casas en Granada”, según consta la célula de concesión del Mayorazgo; por todo esto la vida de Monachil debió estar muy ligada a la de esta familia.
No estaba terminada la casa grande todavía cuando en 1893 don Emilio Aragón y Rodríguez de Múñera la compró, juntamente con las tierras, en las que entraba el diseminado de San Rafael, que era el de las habices, que tenía una ermita donde había una talla del santo que todavía conserva la familia; don Emilio mejoró el molino, sustituyendo la viga por maquinaria moderna de entonces, hizo obra en la casa nueva, cultivó las tierras y fue el primero que pagó los jornales en la finca. La casa se terminó hace un tiempo y quedó con un patio cuadrado interior, con cuatro columnas de granito de sencillo capitel en los ángulos, una fuente en medio, corredores abiertos abajo y cubiertos arriba como la antigua; en la casa hay un cuadro grande de la Virgen que tiene por detrás esta escritura: “verdadero retrato de nuestra Virgen de la Angustias. Año 1700”.